# Jack Crawford (cricket)
Pour les articles homonymes, voir Jack Crawford (homonymie).
John Neville Crawford dit Jack Crawford est un joueur de cricket anglais né le 1er décembre 1886 dans le Surrey et mort le 2 mai 1963 à Epsom.
Joueur de first-class cricket, il a joué principalement pour le Surrey County Cricket Club et pour l'équipe d'Australie-Méridionale de cricket.